# 1732 na ciência

## Eventos
- Observação ou predição do elemento químico Cobalto.[1]

## Nascimentos
| Data | Nome | Profissão | Nacionalidade | Observações | Ref |
| ---- | ---- | --------- | ------------- | ----------- | --- |

## Mortes
| Data | Nome | Profissão | Nacionalidade | Observações | Ref |
| ---- | ---- | --------- | ------------- | ----------- | --- |

## Prémios
Medalha Copley
- Stephen Gray[2]